# Pojok (Tawangharjo)
Pojok is een bestuurslaag in het regentschap Grobogan van de provincie Midden-Java, Indonesië. Pojok telt 5477 inwoners (volkstelling 2010).